# Kaplica cmentarna w Lądku-Zdroju
Kaplica cmentarna w Lądku-Zdroju – kaplica pogrzebowa położona obecnie w południowej części cmentarza parafialnego w Lądku-Zdroju, przy ulicy Śnieżnej 12. 

## Historia
Budowla powstała w 1908 roku jako kościół pogrzebowy miejscowej parafii ewangelickiej w Lądku-Zdroju na założonym w tym miejscu cmentarzu. Jej fundatorem był Adolf Kessel, który przeznaczył na ten cel sumę pieniędzy w swoim testamencie. Po zakończeniu II wojny światowej i przejęciu cmentarza przez parafię katolicką, obiekt nie był długo użytkowany. Dopiero w latach 90. XX wieku zaczął się jego remont. W 1996 roku kopuła wieży na kaplicy została pokryta blachą miedzianą, a na początku XXI wieku dokonano remontu elewacji i odmalowano wnętrza, lokując w byłym kościele katolicką kaplicę przedpogrzebową.

## Architektura
Jest to budowla zbudowana na planie prostokąta z jedną wieżą. Posiada trzy nawy, jednak bez wyodrębnionego w bryle prezbiterium. Całe wnętrze wąskich naw nakryto sklepieniem kolebkowym z lunetami lub sklepieniem kolebkowo-krzyżowym. Obiekt ten wzniesiono w stylu neobarokowym, nawiązującym do śląskiego baroku połowy XVIII wieku. Budynek jest zbliżony stylistycznie do zakładu leczniczego Nowy Jerzy (niem.: "Neu Georgenbad"), znajdującego się w uzdrowiskowej części Lądka-Zdroju.

## Galeria

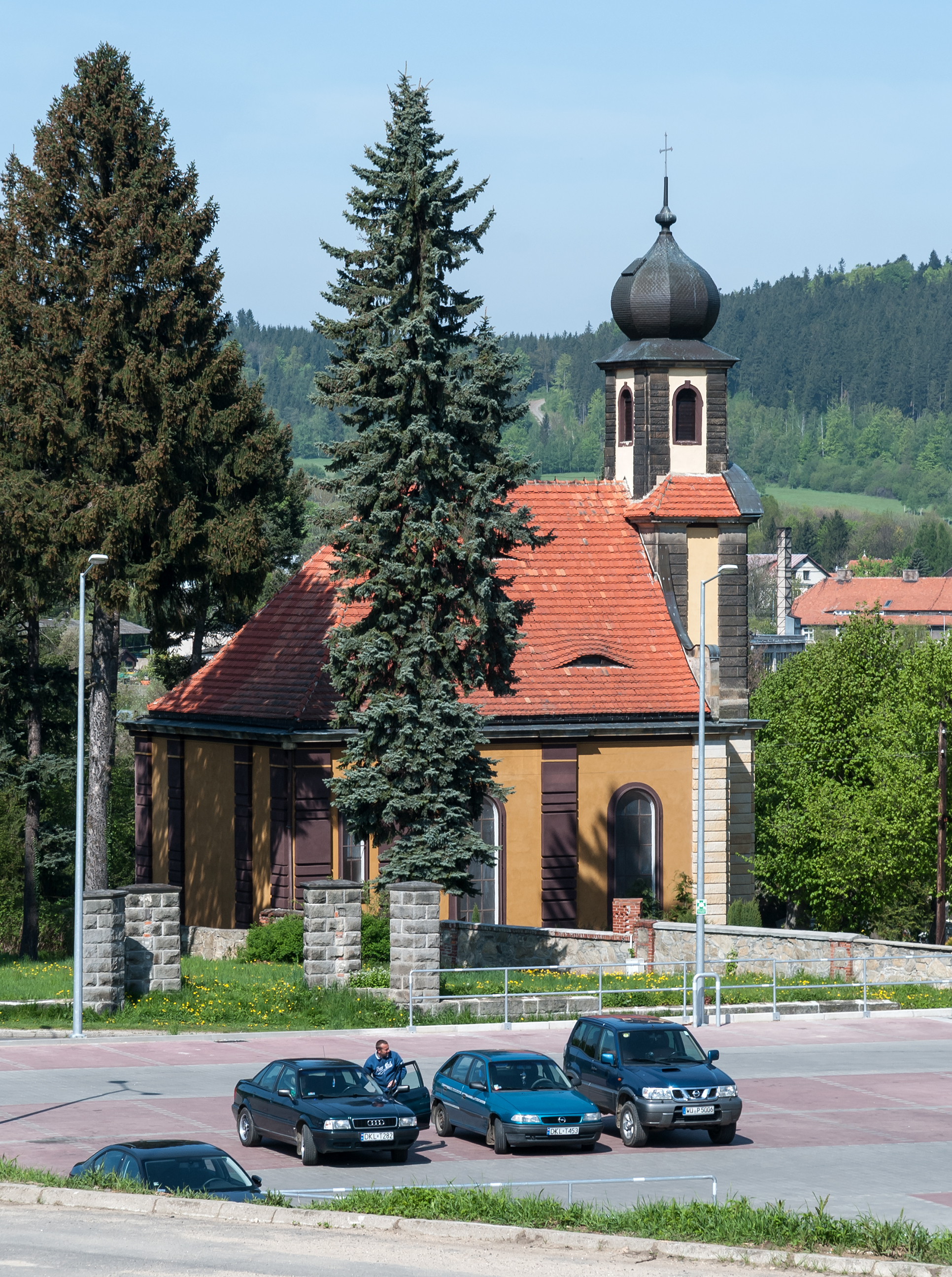
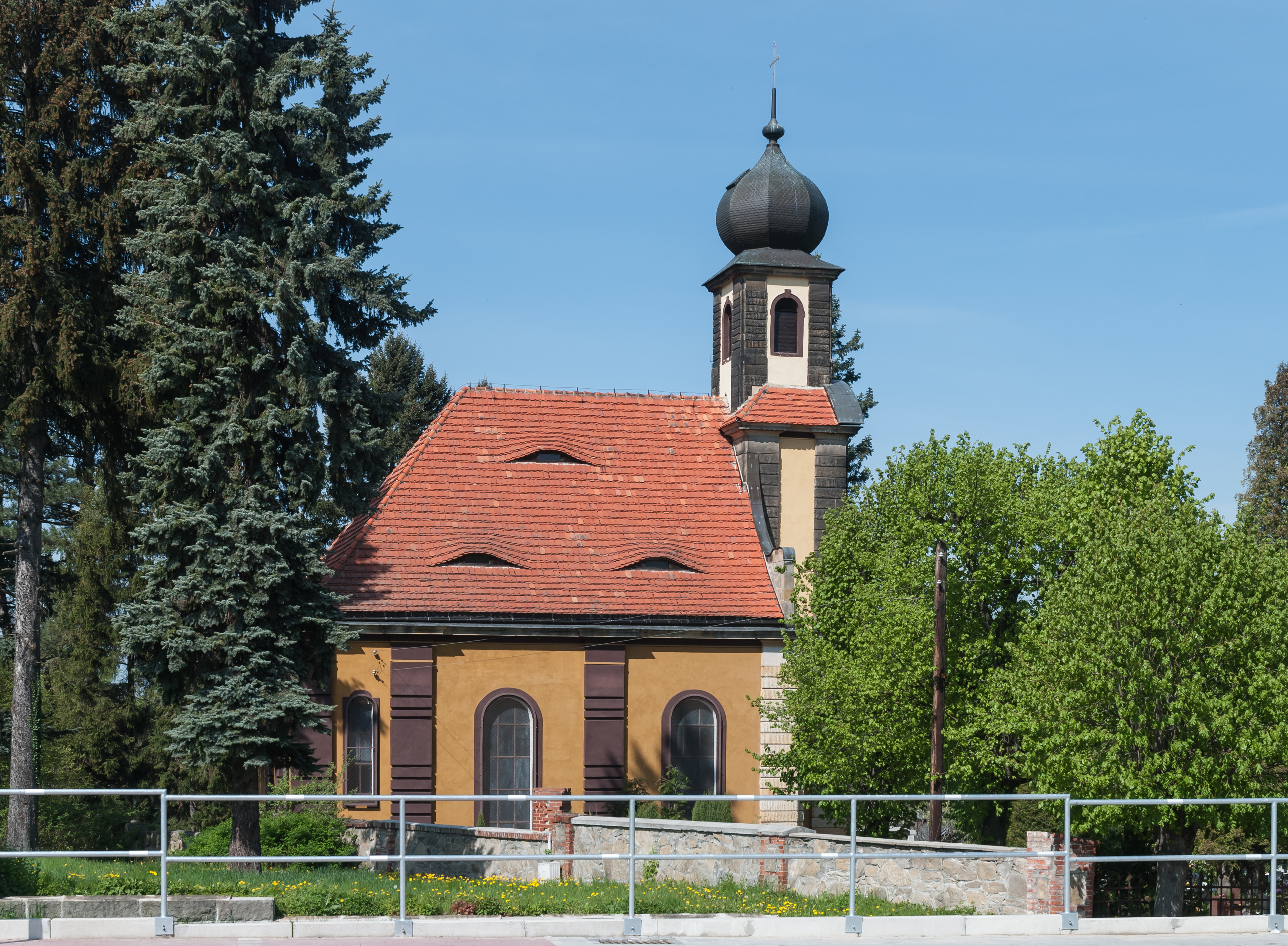
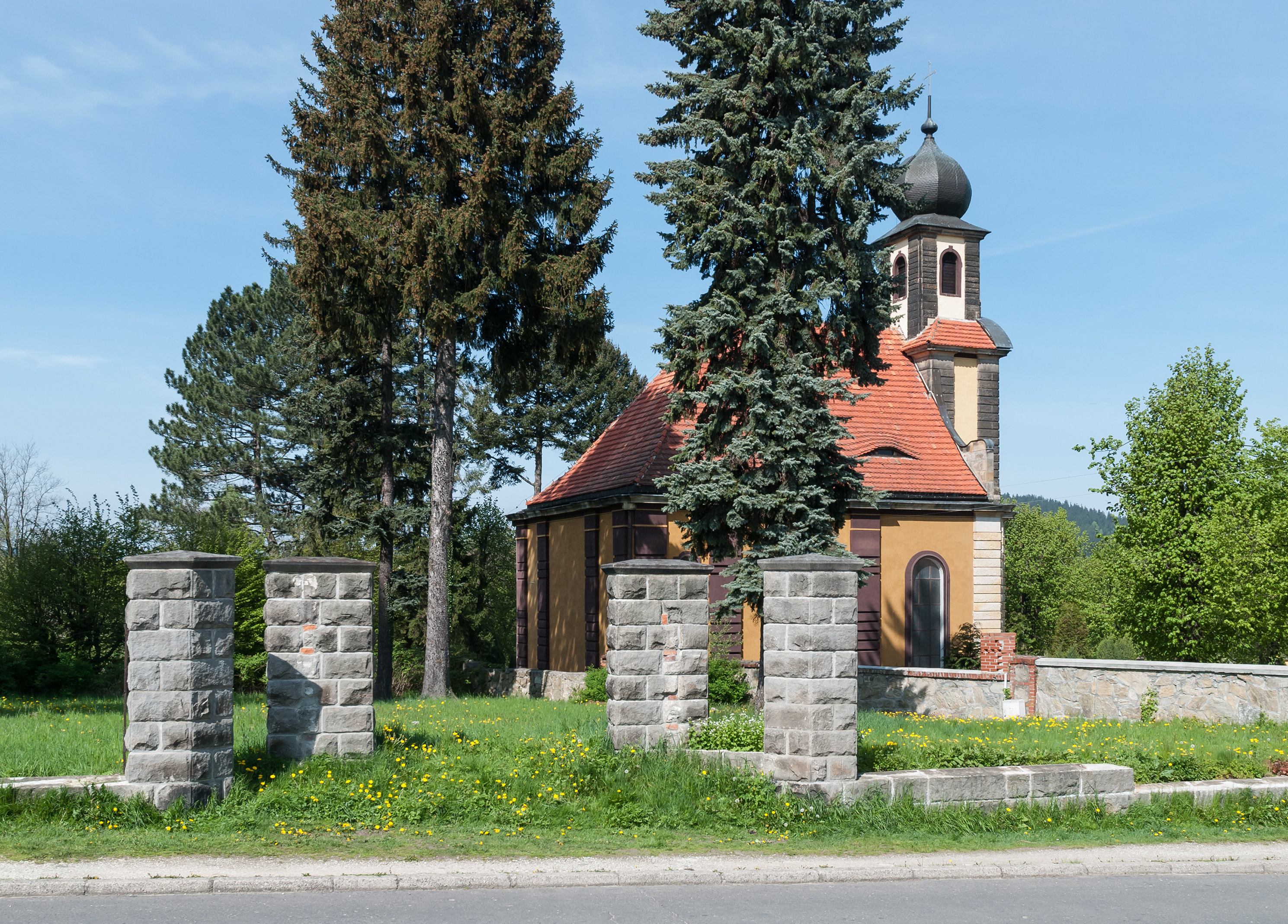
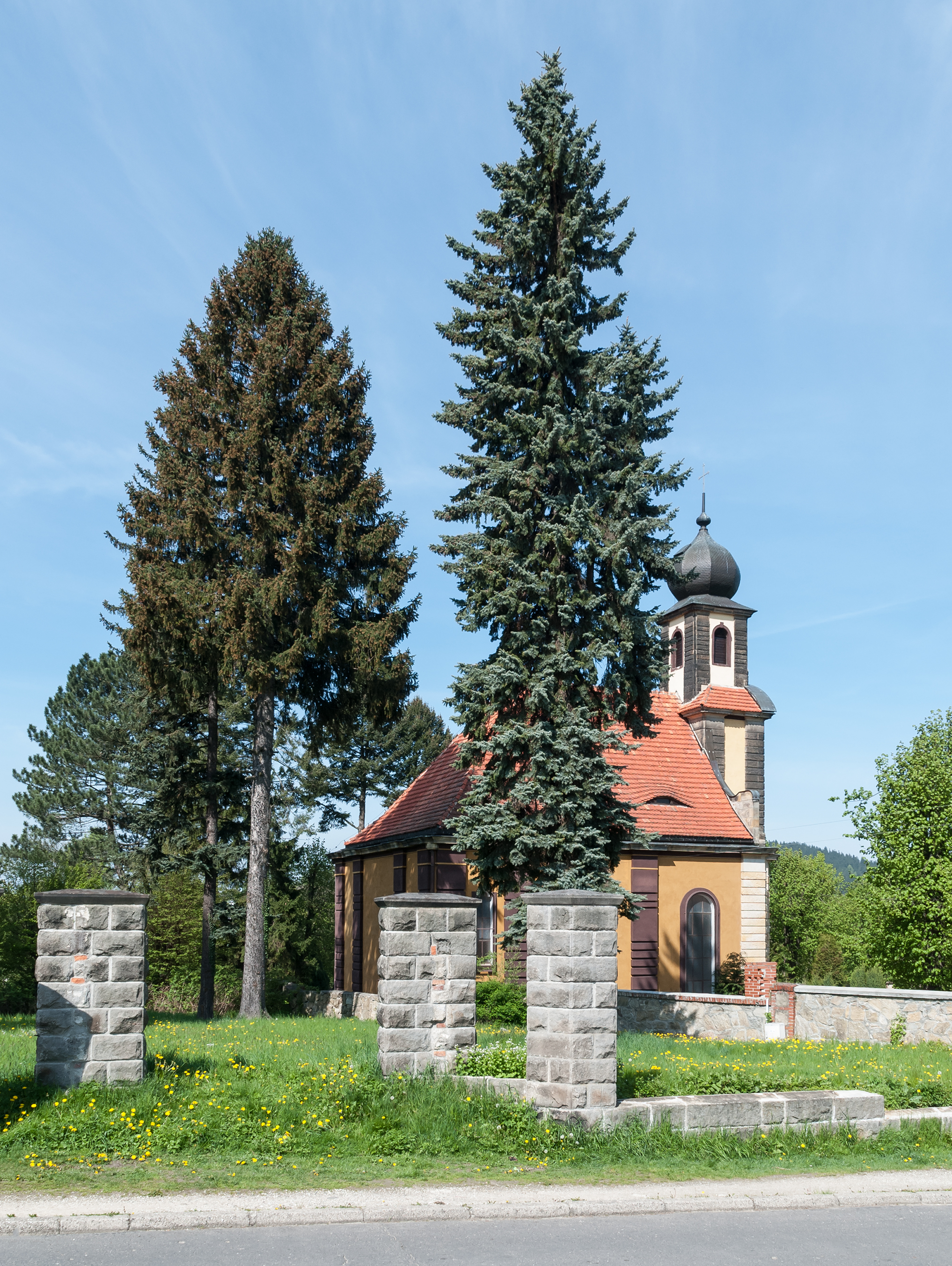
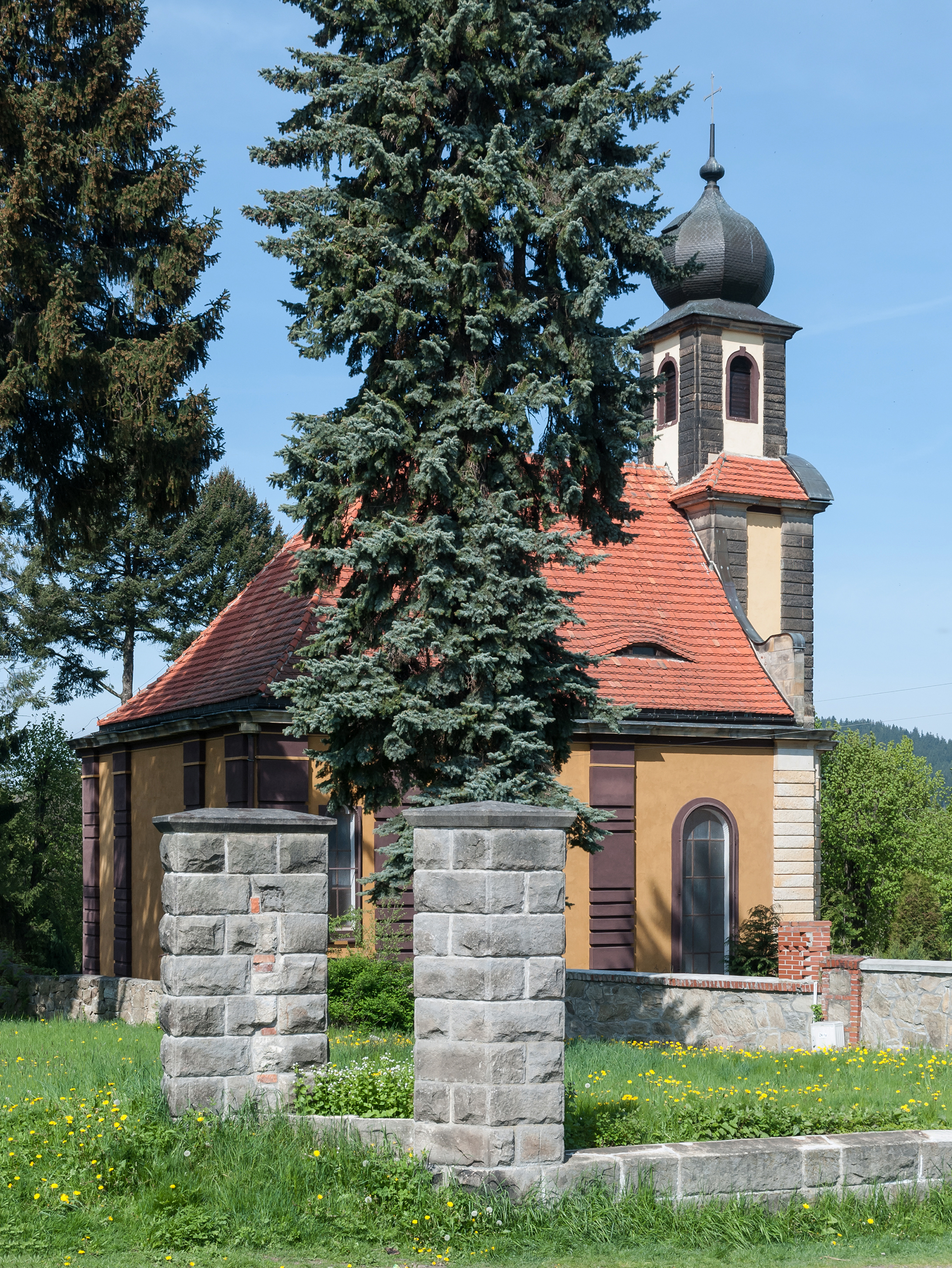